# Oreillard d'Hemprich
Otonycteris hemprichii
Espèce
Statut de conservation UICN

 LC  : Préoccupation mineure
L'Oreillard d'Hemprich (Otonycteris hemprichii) est une espèce de chauve-souris de la famille des Vespertilionidae.